# Sorosis
Sorosis ou Sorosis Club, créé en mars 1868 à New York, est le premier club professionnel exclusivement féminin aux États-Unis.

## Origine
Le mot sorose vient du nom botanique d'un fruit formé à partir des ovaires ou des réceptacles de nombreuses fleurs fusionnées. Il peut également avoir été conçu comme un terme lié à « sororité », un dérivé du mot latin soror ou sœur. Une autre connotation de sorosis se réfère au terme « agrégation » en latin. Elle est parfois étendue au grec sōros pour « groupe » ou « fraternité ».

## Histoire
En mars 1868, la journaliste et féministe Jane Cunningham Croly organise le club Sorosis à New York. Il est alors composé de douze membres dont Josephine Pollard, une auteure pour enfants et Fanny Fern, chroniqueuse populaire. Cette initiative se veut une réponse à un dîner organisé par le New York Press Club, un mois auparavant. Une soirée en l'honneur de l'auteur et journaliste Charles Dickens, à laquelle les femmes travaillant pour la presse n'ont pas été conviées. 

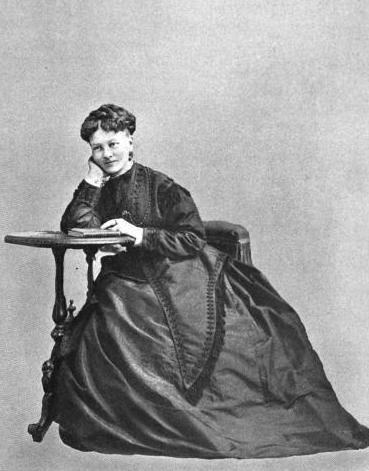
Portrait photographique de Jane Cunningham Croly alors âgée de 40 ans, période pendant laquelle elle fonda le club Sorosis. Memories of Jane Cunningham Croly - Jenny June, Caroline M. Morse, New York, G. P. Putnam's Sons, 1904.

Le club est définitivement fondé en janvier 1869. L'objectif est de promouvoir les activités éducatives, professionnelles et sociales des femmes en mettant en avant des modèles accomplis dans l'art, la littérature, la science et les activités connexes. Le groupe se concentre uniquement sur les situations personnelles de ses membres.
Alice Cary devient la première présidente. En un an, Sorosis compte 83 membres. Le club ne s'occupe pas de politique ou du droit de vote des femmes, il s'envisage comme un salon où les femmes peuvent se rassembler et échanger des idées. D'autres villes américaines fondent parallèlement leur propre club Sorosis comme à San Antonio,.
Sorosis est fondé la même année que le New England Woman's Club par Julia Ward Howe. Bien que leurs créations soient indépendantes, les deux organisations se veulent représentatives du bouleversement culturel de l'époque où les femmes deviennent plus indépendantes, s'impliquent dans le monde professionnel, sont actives dans des groupes réformistes et s'intéressent au développement personnel.
En 1890, les déléguées de plus de 60 clubs féminins aux États-Unis sont réunies par Sorosis pour former la Fédération générale des clubs de femmes, également initiée par Jane Cunningham Croly. La fédération a pour mission d'aider les clubs locaux à mieux s'organiser et à travailler ensemble sur les efforts de lobbying pour des réformes sociales et gouvernementales.

## Membres notables
- Elizabeth Akers Allen, poétesse et journaliste
- Alice Cary, poétesse et première présidente du Sorosis de New York
- R. Belle Colver
- Jane Cunningham Croly, journaliste et première vice-présidente du Sorosis New York
- Fanny Fern, chroniqueuse
- Kate Field, journaliste, conférencière et actrice, première secrétaire du Sorosis New York
- Fannie Smith Goble, membre du conseil d'éducation de la ville de Spokane, propriétaire de la compagnie de charbon Excelsior Rock Springs, présidente et trésorière
- Jennie de la Montagnie Lozier, physicienne et présidente du Sorosis New York
- Virgie McFarland, auteure et éducatrice
- Rebecca A. Morse
- Josephine Pollard, auteure pour enfants
- Kate Funk Simpson, éducatrice
- Isabel Elizabeth Smith, artiste peintre, présidente du comité d'art
- Phoebe Jane Babcock Wait, médecin

## Héritage
L'Université du Texas à San Antonio abrite une collection d'enregistrements pour le chapitre du Sorosis à San Antonio. La collection couvre les années 1923 à 1991 et fournit des informations sur les membres et les activités du club principalement à travers des photographies et des annuaires.